# Trichoderma reesei
Espèce
Trichoderma reesei (téléomorphe Hypocrea jecorina) est une espèce de champignons filamenteux, mésophiles, microscopiques du genre Trichoderma, découverte pendant la Seconde Guerre mondiale dans les Îles Salomon en raison de sa capacité à dégrader les toiles de coton de l’armée américaine. Il a la capacité de sécréter une grande quantité d'enzymes cellulosiques (cellulase).

## Propriétés et utilisation
Le génome de Trichoderma reesei a été séquencé en 2008 par une équipe de chercheurs français et américains ; ce champignon est considéré par les chercheurs comme un modèle de référence pour la transformation de la cellulose végétale en sucres simples. Ces sucres peuvent ensuite être facilement transformés, par fermentation, en biocarburant de type éthanol. Le biocarburant produit grâce au Trichoderma pourrait être élaboré à partir de déchets agricoles et sylvicoles diminuant sensiblement les interférences et problèmes avec la filière agro-alimentaire.
Trichoderma reesei est utilisé dans la création de jeans délavés. La cellulase produite par le champignon dégrade partiellement le coton par endroits, le rendant ainsi doux et donnant l'impression que le jean a été lavé avec des pierres,. Des traitements à base de Trichoderma reesei présentent aussi la particularité de réorganiser les fibres ce qui permet d'obtenir un fil plus soyeux. Depuis la fin des années 1980, de nombreuses recherches en biochimie ont cherché à optimiser les produits industriels de traitement textile à base de ce champignon, avec une extension du champ d'application à d'autres fibres telles que le coton ou le Lyocell.